# Пирасунунга
Пирасунунга (порт. Pirassununga) — муниципалитет в Бразилии, входит в штат Сан-Паулу. Составная часть мезорегиона Кампинас. Входит в экономико-статистический микрорегион Пирасунунга. Население составляет 70 864 человека на 2006 год. Занимает площадь 726,942 км². Плотность населения — 97,5 чел./км².

## История
Город основан 6 августа 1823 года.

## Статистика
- Валовой внутренний продукт на 2003 составляет 961.924.473,00 реалов (данные: Бразильский институт географии и статистики).
- Валовой внутренний продукт на душу населения на 2003 составляет 14.122,69 реалов (данные: Бразильский институт географии и статистики).
- Индекс развития человеческого потенциала на 2000 составляет 0,839 (данные: Программа развития ООН).

## География
Климат местности: горный тропический. В соответствии с классификацией Кёппена, климат относится к категории Cwa.